# Устье (Волосовский район)
У́стье — деревня в Сабском сельском поселении Волосовского района Ленинградской области.

## История
Впервые упоминается в Писцовой книге Водской пятины 1500 года как деревня на усть Сумы на реце на Вруде в Ястребинском Никольском погосте Копорского уезда.
На карте Ингерманландии А. И. Бергенгейма, составленной по шведским материалам 1676 года, она обозначена как деревня Ustiaby.
На шведской «Генеральной карте провинции Ингерманландии» 1704 года — также как Ustiaby.
Как деревня Устиа она обозначена на «Географическом чертеже Ижорской земли» Адриана Шонбека 1705 года.
На карте Санкт-Петербургской губернии Я. Ф. Шмидта 1770 года обозначена как деревня Устье.
На карте Санкт-Петербургской губернии Ф. Ф. Шуберта 1834 года упоминается как деревня Устье, состоящая из 35 крестьянских дворов.

УСТЬЕ — деревня принадлежит братьям Сахаровым, число жителей по ревизии: 53 м. п., 53 ж. п. (1838 год)

Деревня Устье, насчитывающая 35 дворов, обозначена на карте профессора С. С. Куторги 1852 года.

УСТЬЕ — деревня ротмистра Сахарова, 10 вёрст по почтовой, а остальное по просёлочной дороге, число дворов — 47, число душ — 134 м. п. (1856 год)

УСТЬЕ — деревня владельческая при реке Вруде, по 2-й Самерской дороге, число дворов — 22, число жителей: 71 м. п., 88 ж. п. (1862 год)

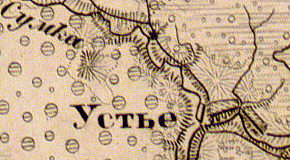
Деревня Устье на карте 1863 года

Согласно карте из «Исторического атласа Санкт-Петербургской Губернии» 1863 года к северу от деревни, на реке Сумка, располагалась водяная мельница.
Сборник Центрального статистического комитета описывал её так:

УСТЬЯ — деревня бывшая владельческая при реке Вруде, дворов — 52, жителей — 275; Молитвенный дом, постоялый двор. (1885 год)

В конце XIX — начале XX века деревня административно относилась к Редкинской волости 1-го стана Ямбургского уезда Санкт-Петербургской губернии.
С 1917 по 1924 год деревня Устье входила в состав Устьевского сельсовета Редкинской волости Кингисеппского уезда.
С 1924 года в составе Извозского сельсовета.
Согласно данным переписи населения СССР 1926 года в деревне Устье проживали 206 человек, все русские. В деревне работал «древесномассный завод».
С февраля 1927 года в составе Молосковицкой волости. С августа 1927 года в составе Осьминского района.
В 1928 году население деревни Устье составляло 221 человек.
С 1931 года в составе Волосовского района.
По данным 1933 года деревня Устье входила в состав Извозского сельсовета Волосовского района.

Деревня Устье на карте 1940 года

Согласно топографической карте РККА 1940 года деревня насчитывала 60 дворов.
C 1 августа 1941 года по 31 декабря 1943 года деревня находилась в оккупации.
С 1954 года в составе Волновского сельсовета.
С 1963 года в составе Кингисеппского района.
С 1965 года вновь в составе Волосовского района. В 1965 году население деревни Устье составляло 69 человек.
По данным 1966 года деревня Устье также находилась в составе Волновского сельсовета.
По данным 1973 и 1990 годов деревня Устье входила в состав Сабского сельсовета Волосовского района.
В 1997 году в деревне Устье проживали 8 человек, деревня относилась к Сабской волости, в 2002 году — 10 человек (все русские), в 2007 году — 3, в 2010 году — 2 человека.

## География
Деревня расположена в юго-западной части района на автодороге 41А-186 (Толмачёво — автодорога «Нарва»).
Расстояние до административного центра поселения — 17 км.
Расстояние до ближайшей железнодорожной станции Молосковицы — 21 км.
Деревня находится на правом берегу реки Вруда, при впадении в неё реки Сумка.

## Демография
| 1838 | 1862 | 1885 | 1997 | 2002 | 2007 | 2010 |
| ---- | ---- | ---- | ---- | ---- | ---- | ---- |
| 106  | ↗338 | ↘275 | ↘8   | ↗10  | ↘3   | ↘2   |
| 2014 | 2017 |      |      |      |      |      |
| ↗3   | →3   |      |      |      |      |      |

### Национальный состав
Согласно данным Всероссийской переписи населения 2021 года в деревне проживали 7 человек, из них:
 русские — 6, грузины — 1 человек.

## Фото

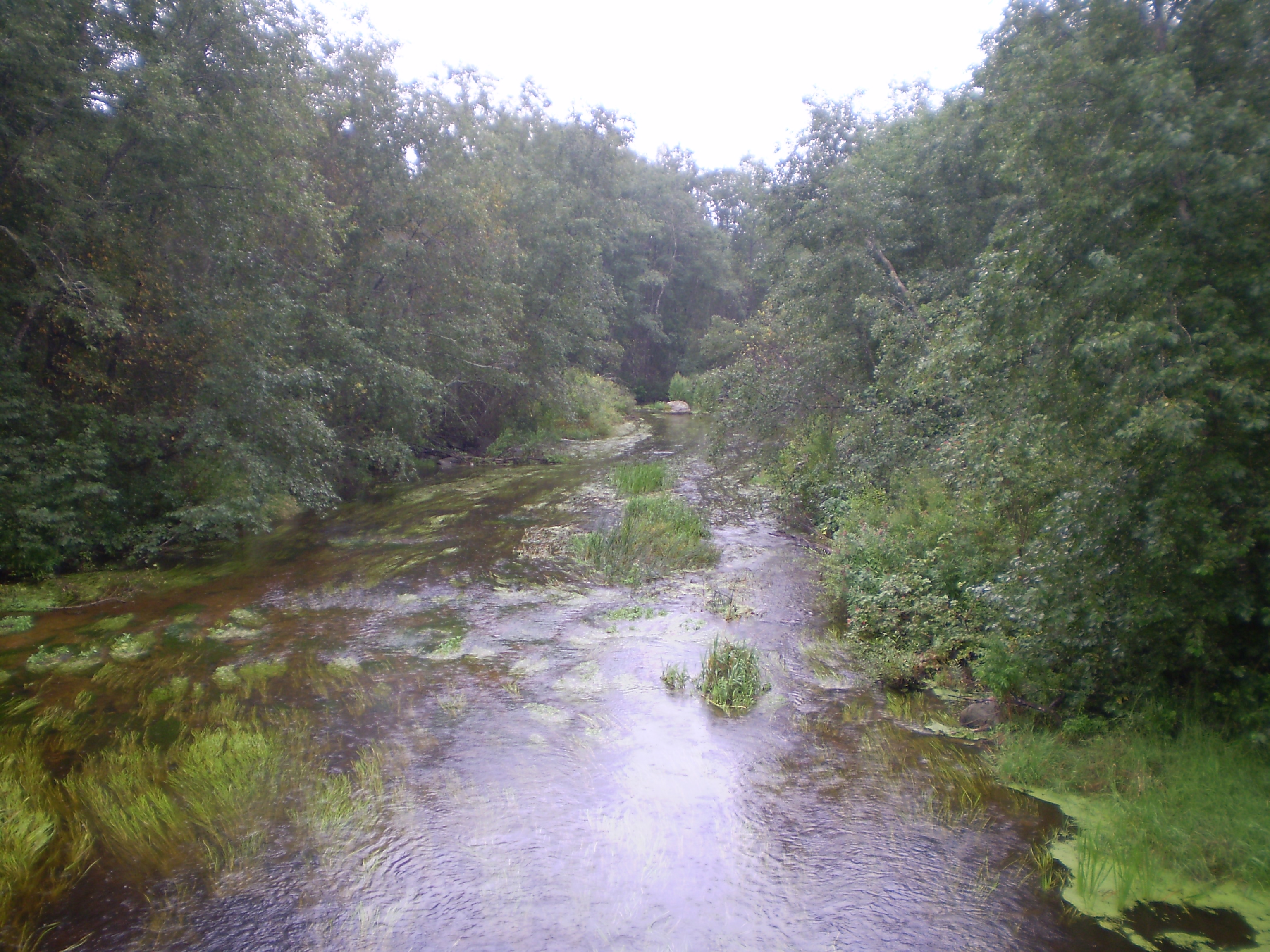
Река Вруда